# Nemertesia tetraseriata
Nemertesia tetraseriata is een hydroïdpoliep uit de familie Plumulariidae. De poliep komt uit het geslacht Nemertesia. Nemertesia tetraseriata werd in 1938 voor het eerst wetenschappelijk beschreven door Fraser. 